# Теплообмінний апарат
Теплообмі́нні апара́ти — пристрої, у яких здійснюється теплообмін між двома або декількома твердими, рідкими, газоподібними середовищами у різних комбінаціях. Застосовують теплообмінні апарати у побуті, промисловості, сільському господарстві. Теплоносієм може виступати газ, пара, рідина або тверде тіло. Типові побутові прилади, у яких здійснюється теплообмін — кондиціонери, холодильники, повітронагрівачі, випарник, економайзери, льодогенератор. Типові промислові прилади — теплоакумулятори, градирні, атомні реактори тощо. Опанування та удосконалення людством конструкцій апаратів для теплообміну, ліг у основу розбудови теплоенергетики, а згодом і атомної енергетики, винайдення систем кондиціонування повітря та опалення.

## Класифікація
За способом передачі теплоти:
- Поверхневі, де відсутній безпосередній контакт теплоносіїв, а передача тепла відбувається через стінку приладу
- Змішувальні, де теплоносії контактують безпосередньо. Поверхневі теплообмінники у свою чергу підрозділяються на рекуперативні й регенеративні, залежно від одночасного або почергового контакту теплоносіїв зі стінкою, яка їх розділяє.

Найчастіше використовуваний у промисловості рекуперативний теплообмінник — теплообмінник, у якому гарячий і холодний теплоносії рухаються в різних каналах, у стінці між якими відбувається теплообмін. Залежно від напрямку руху теплоносіїв рекуперативні теплообмінники можуть бути прямотечійними при паралельному русі в одному напрямку, протитечійними при паралельному зустрічному русі, а також перехреснотечійними при взаємно перпендикулярному русі двох взаємодіючих середовищ. Залежно від призначення теплообмінні апарати використовують як нагрівачі і як охолоджувачі.

## Загальні відомості

Протитечія (А) і прямотечія (В)

Кожухотрубні теплообмінники., один прохід (1–1 паралельний потік)
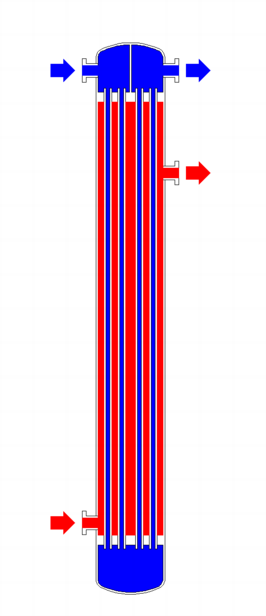
Кожухотрубні теплообмінники., 2-пройти сторону трубки (1–2 перетік)
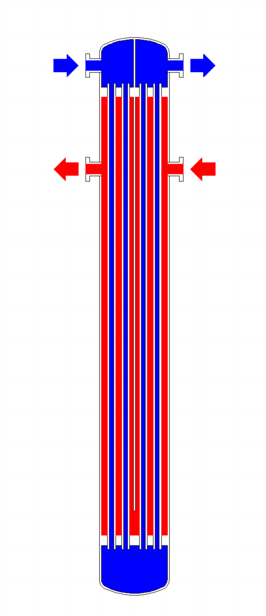
Кожухотрубні теплообмінники., 2-прохід з боку оболонки, (2-2 противотоком)

Пристрої, в яких здійснюється процес масообміну (тобто відбувається взаємопроникнення речовин), називаються масообмінними апаратами. У тепломасообмінних апаратах процеси масо- і теплообміну протікають одночасно.
За своїм призначенням теплообмінні і тепломасообмінні апарати різноманітні і часто мають спеціальні назви (підігрівач, випарник тощо).
На ТЕС і АЕС одним з теплообмінних апаратів є підігрівач живлячої води. У будь-якому випадку потрібно визначити площу поверхні теплообміну (при заданому діаметрі труб потрібно знайти їх число і довжину). Для розрахунку необхідні дані про термічні опори перенесенню теплоти. При цьому для знаходження коефіцієнтів тепловіддачі використовується теорія теплообміну.
Тепловий розрахунок теплообмінного апарату, метою якого є визначення площі, називається конструкторським. Допустимо, що є готовий теплообмінний апарат (наприклад, що серійно випускається заводом), потрібно дізнатися, чи буде в ньому забезпечено підігрівання або охолоджування теплоносія до заданої температури. Тепловий розрахунок, що виконується для вирішення вказаної задачі, називається перевірочним. Його метою є знаходження кінцевих температур теплоносіїв, а також температури поверхні при заданих початкових температурах теплоносіїв. Масові витрати теплоносіїв в будь-якому типі розрахунку вважаються заданими величинами.
Від значення площі поверхні тепло- і масообміну залежать значення потоків теплоти і маси речовини. Тому в технологічних установках часто використовується метод розпилювання рідини (її дроблення на дрібні краплі) і застосовуються тепломасообмінні
апарати з псевдо-зрідженим («киплячим») шаром твердих часток. У останньому випадку швидкість газу, що подається в нижню частину шару часток, підбирається так, щоб частки не були нерухомими і в той же час не зносилися з шару потоком газу. Частки, що знаходяться в зрівноваженому стані, інтенсивно перемішуються з газом, що забезпечує високу інтенсивність процесів тепло- і масопереносу.
Тепломасообмінні апарати різноманітні їх можна класифікувати за різними ознаками. 

Теплообмінні апарати підрозділяються на:
- рекуперативні,
- регенеративні
- змішувального типу.

Не зважаючи на особливості, властиві теплообмінним і тепломасобмінним апаратам, вони працюють таким чином, що у будь-якому випадку для них виконуються закони збереження енергії, маси речовини і кількості руху. Ці закони необхідно враховувати в будь-яких теплових і гідромеханічних розрахунках апаратів.

### Рекуперативні теплообмінники
У рекуперативних апаратах передача теплоти від одного теплоносія до іншого відбувається через роздільну́ стінку (наприклад, стінку труби).
Можливі різні схеми руху теплоносіїв:
- прямотечійна (теплоносії рухаються уздовж поверхні нагріву в одному напрямі);
- протитечійна (теплоносії рухаються в протилежних напрямах);
- складна (наприклад, перехресна течія).

Конденсатор парової турбіни. У ньому здійснюється процес фазового переходу, в якому температура залишається постійною, а охолоджувальна вода має два ходи (один хід зліва направо, а другий — в протилежному напрямі). Наявність декількох ходів дозволяє скоротити габаритні розміри апарату.  схема апарату з U-подібними трубами — рух теплоносіїв у ньому близький до протитечії.

Теплообмінним апаратом із складною схемою потоків теплоносіїв є кожухотрубний теплообмінник з перегородками в міжтрубному просторі . Водяний економайзер (його схема наведена на рис. 1.2) не має окремого корпусу. Він розташований в конвективній шахті парогенератора. У економайзері підігрівання живлячої води здійснюється продуктами згорання (димовими газами).
Схема руху близька до перехресного току. Труби економайзера можуть розташовуватися як у коридорному, так і шаховому порядку (на рис. 1.2 труби розташовані в шаховому порядку).

У даному теплообміннику значення теплового потоку залежить від різниці температур теплоносіїв і коефіцієнта теплопередачі. Як відомо, коефіцієнт теплопередачі — величина, зворотна сумі термічних опорів. Найбільше зі всіх термічних опорів визначає інтенсивність процесу теплопередачі. Габаритні розміри економайзера можна зменшити замінивши гладкі труби на оребрені.

### Регенеративні теплообмінні апарати
На  показаний нагрівач повітря обертового типу (нагрівач повітря Юнгстрема). В даному випадку теплота передається за допомогою набивки, виконаної з тонких металевих листів. У той період часу, коли набивка перебуває на стороні гарячих газів, вона нагрівається і акумулює теплоту, яка потім передається повітрю.
Обертовий нагрівач повітря є прикладом теплообмінника регенеративного типу.

У іншому випадку теплоносії протікають в одному і тому ж каналі, але поперемінно. Коли через апарат протікає гарячий теплоносій, він омиває нерухому насадку, що акумулює теплоту. Період нагрівання насадки змінюється періодом її охолоджування, коли вона омивається холодним теплоносієм. У регенеративному підігрівачі відбувається нестаціонарний процес теплопередачі.
Як насадочна поверхня часто використовується цегельна кладка.
Протягом першого циклу роботи апарату поверхня цегельної кладки омивається високо-
температурним потоком продуктів згорання, а протягом другого циклу — холодним повітрям або іншими компонентами горіння, що використовуються в технологічних установках.

### Апарати змішуючого типу
У змішуючих апаратах здійснюється безпосередній контакт двох або більше речовини, що знаходяться в рідкому або газоподібному стані. На ТЕС і АЕС застосовуються підігрівачі змішуючого типу, в яких підігрівання живлячої води відбувається внаслідок її змішування з парою, відібраною від турбіни (зазвичай пара відбирається від циліндра низького тиску турбіни). Зважаючи на відсутність твердої поверхні теплообміну вартість підігрівача змішуючого типу менша, ніж підігрівача поверхневого типу. Крім того, через відсутність різниці температур рідин, що обмінюються теплом, на виході дані підігрівачі мають менші ентропійні втрати, тому вони економічніші.
Для ефективної роботи змішуючого апарату важливе значення має площа контакту робочої поверхні, для збільшення якої часто використовуються різні насадки у вигляді кілець або іншої форми. Рідина стікає вниз по поверхні насадки, а газ в протилежному напрямі рухається вгору. Газорідинні змішуючі апарати (скрубери) застосовуються як для охолоджування або нагрівання газів (або води), так і для очищення їх від шкідливих домішок. Відмінною особливістю змішуючих апаратів є те, що в них часто здійснюються спільні процеси тепло- і масообміну. Наприклад, в скрубері шкідливі домішки, що містяться в газі, дифундують в шар рідини.